# 못말리는 비행사
《못말리는 비행사》(영어: Hot Shots!)는 미국에서 제작된 짐 에이브럼스 감독의 1991년 코미디 영화이다. 찰리 신, 케리 엘위스, 발레리아 골리노, 로이드 브리지스, 케빈 던, 존 크라이어, 크리스티 스완슨, 에프럼 짐벌리스트 주니어, 빌 어윈 등이 출연하였고, 빌 바덜라토 등이 제작에 참여하였다. 이 영화는 《탑건》(1986)을 주된 패러디 대상으로 삼았으며, 그 외에 인용된 인기 영화로는 《바람과 함께 사라지다》(1939), 《마라톤 맨》(1976), 《록키》(1976), 《슈퍼맨》(1978), 《나인 하프 위크》(1986), 《사랑의 행로》(1989), 《늑대와 춤을》(1990) 등이 있다.
속편은 《못말리는 람보》(1993)이다.

## 줄거리
영화는 20년 전 플렘너 군용비행장에서 시작된다. 릴런드 "버즈" 할리가 조종하는 비행기가 통제력을 잃으면서 조종사들이 비상 탈출하고, 부조종사 도미닉 "메일맨" 파넘은 가까스로 살아남지만 헬멧에 붙은 나뭇가지 때문에 사슴으로 오해를 받고 사냥꾼의 총에 맞아 죽는다.
이 사건에 관한 악몽을 꾸고 있는 "토퍼" 할리에게 블록 소령이 해군 조종사로 현역 복귀해 새로운 일급 비밀 임무인 '슬리피 위즐 작전'을 도와줄 것을 요청한다. 작전 지휘자는 노망이 나 사고를 잘 당하는 벤슨 해군 소장.
할리는 이인증성 장애를 겪고 있으며 이는 특히 아버지 버즈가 언급될 때 극심해진다. 심리치료사인 러마다는 토퍼의 비행을 막으려 하다가 마지못해 허가하고, 그와 사랑에 빠지기 시작한다. 한편 토퍼는 메일맨의 아들이자 러마다의 전 남자친구인 전투기 조종사 켄트 "파이럿" 그레고리와 불화를 겪는다. 파이럿은 아버지의 죽음에 대한 책임이 버즈 할리에게 있다고 비난하고 토퍼가 위험하다고 믿는다.
블록은 최근 새로운 "슈퍼 전투기"를 개발한 비행기 재벌 윌슨과 비공개 만남을 갖는다. 사실 블록은 슬리피 위즐 작전을 실패시키기 위해 토퍼를 데려왔고, 상부에는 임무 실패 원인이 해군 항공기였다고 보고하여 해당 항공기를 윌슨의 항공기로 교체하도록 건의할 생각이다. 그러나 마지막 훈련 임무에서 피트 "데드 미트" 톰프슨과 짐 "워시아웃" 파펀바크 사이에서 벌어진 사고로 데드 미트가 죽고 워시아웃은 레이더 기사로 강등된다. 블록은 이 사고가 해군이 새 전투기를 구입하도록 설득하기에 충분하다고 생각하지만, 윌슨은 이를 "사소한 사건"으로 치부하며 비행기가 전투에서 실패하는 사건을 일으키는 게 반드시 필요하다고 주장한다.
토퍼는 러마다에게 강한 애착을 갖게 되지만 러마다는 파이럿과의 과거에 사로잡혀있다. 항공모함 S.S. 에세스(Essess)호 위에서 벤슨 해군 소장은 작전 목표가 이라크 원자력 발전소 공격임을 밝힌다. 블록은 파이럿의 항의에도 불구하고 토퍼에게 작전을 이끄는 임무를 맡긴다. 역시 모함에 탑승해있던 윌슨은 한 선원에게 비행기를 파괴하여 조종사의 생명을 위험에 빠뜨리도록 지시한다.
작전 수행 도중 공황 발작을 일으켜 지휘할 수 없게 된 토퍼에게 블록은 버즈를 언급한다. 이라크 전투기가 편대를 공격하자 블록은 작전 임무를 중단하라고 외치기 시작한다. 비행기의 모든 무기가 작동하지 않자 무슨 상황인지를 깨달은 블록은 토퍼에게 자신이 버즈와 메일맨에게 실제로 벌어진 일을 직접 목격했다고 말한다. 당시 버즈는 메일맨을 구하기 위해 가능한 모든 노력을 다했지만 결국 비행기에서 떨어져 실패했다는 것이다.
자신감을 회복한 토퍼는 단독으로 이라크 전투기들을 이기고 원자력 발전소를 폭파하고 사담 후세인에게 직접 폭탄을 투하한다. 토퍼가 모함으로 귀환한 뒤 윌슨의 계획이 폭로되고, 윌슨은 군에서 입지를 잃는다. 항구에서 파이럿은 토퍼를 훌륭한 조종사로 칭찬하고 러마다가 토퍼와 함께 하도록 축복한다. 엔딩 크레디트에서 경례하는 데드 미트, 엄지를 치켜세우는 메일맨, 영화에서 앞서 언급되었던 엘비스 프레슬리의 영혼이 나타난다.

## 출연
- 찰리 신 - 숀 "토퍼" 할리 대위 역
- 케리 엘위스 - 켄트 "파이럿" 그레고리 대위 역
- 발레리아 골리노 - 러마다 톰프슨 역
- 로이드 브리지스 - 토머스 "터그" 벤슨 해군 소장 역
- 케빈 던 - 제임스 "아이위트니스" 블록 소령 역
- 존 크라이어 - 짐 "워시 아웃" 파펀바크 대위 역
- 윌리엄 올리리 - 피트 "데드 미트" 톰프슨 중위 역
- 크리스티 스완슨 - 재닛 "바이오" 코왈스키 중위 역
- 에프럼 짐벌리스트 주니어 - 윌슨 씨 역
- 빌 어윈 - 릴런드 "버즈" 할리 소령 역
- 라이언 스타일스 - 도미닉 "메일맨" 파넘 대위 역
- 하이디 스웨드버그 - 메리 톰프슨 역
- 리노 선더 - 오와토나 "디 올드 원" 역
- 찰스 바클리 - 본인 역
- 돈 레이크 - 로이 역
- 실크 코자트 - 훈련 담당 하사관 역
- 빌 램비어 - 본인 역
- 제리 할레바 - 사담 후세인 역
- 진 그레이택 - 요한 바오로 2세 역
- 마크 아넛 - 로즈너 역

## 기타 제작진
- 협력 제작: 재닛 그레이엄, 스티븐 매커비티, 그레그 노버그
- 배역: 맬리 핀
- 미술: 윌리엄 A. 엘리엇
- 의상: 메리 메일린

## 반응

### 흥행
이 영화는 미국에서 1위로 데뷔했으며 전 세계적으로 1억 8천만 달러의 수익을 올렸다.

### 평가
이 영화는 로튼 토마토에서 리뷰 28개를 바탕으로 82% 지지율을 받았다. 사이트 합의 내용에는 "패러디 대상 대부분을 침착하게 공격하는 못말리는 비행사는 유치하지만 즐거운 오락물로, 뛰어난 개그와 적절한 순간에 터지는 찰리 신의 코미디가 이를 뒷받침한다"고 적혀 있다. 시네마스코어에서 조사한 관객 만족도는 A+부터 F 사이 등급 중 평균인 "B"가 부여되었다. 이 영화는 1991년 영국 왕실 대상 초연 행사에 선정되었다.